# Sucre
Sucre este capitala constituțională a Boliviei. În Sucre se află Curtea Supremă de Justiție (Corte Suprema de Justicia). Situat in partea sud-centrală a țării, Sucre se află la o altitudine de 2750 m și avea o populație de 309.878 în 2010. Această altitudine oferă orașului un climat temperat cald anual.

## Istoria
Pe 30 noiembrie 1538 Sucre a fost fondat sub numele de Ciudad de La Plata de la Nueva Toledo de către Pedro Anzures, Marques de Campo Redondo. În 1538 Regele spaniol Filip al II-lea a stabilit ''Audiencia'' de Charcas în La Plata cu autoritate asupra unui spațiu care se referă la ceea ce este acum, Paraguay, Peru de Sud-Est și Nord, Chile și Argentina, și o mare parte din Bolivia. Audiencia de Charcas a fost o subdiviziune a viceregelui din Peru. În 1601 Mănăstirea Recoleta a fost înființată de către franciscani și în 1609 a fost fondată în oraș Arhiepiscopia. În 1624 a fost inființată Universitatea Sfântul Francis Xavier din Chuquisaca .
A semănat foarte mult cu un oraș spaniol în timpul epocii coloniale, străzile înguste din centrul orașului sunt organizate într-o rețea, ceea ce reflectă cultura Andalusiană, care este cuprinsă în arhitectura orașului. Sucre rămâne locul Bisericii Catolice, din Bolivia, și o imagine comună sunt membrii ordinelor religioase care sunt îmbrăcați în costum tradițional. Pentru o mare parte a istoriei sale coloniale, Sucre având climat temperat a fost preferat de către spanioli și de familii bogate implicate în comerțul de argint provenind din Potosí.
Până în secolul al XIX-lea, La Plata a fost centrul judiciar, religios și cultural al regiunii. În 1839, după ce orașul a devenit capitala Boliviei, acesta a fost redenumit în onoarea revoluționarului Antonio José de Sucre. Afectat după un declin economic și căderea industriei sale de argint, a pierdut statul de capitală în favoarea lui La Paz, în 1898. Mulți contestă faptul că Sucre a fost epicentru campaniei independență față de Spania în toate țările din America Latină. Primul "Grito Libertario" (Strigăt pentru Libertate), în orice loc al emisferei vestice din coloniile spaniole a avut loc în Sucre în 1809. Ironic, Bolivia a fost ultima care și-a obținut independența în 1825.
În 1991, Sucre a devenit un sit al Patrimoniului Mondial UNESCO.
Orașul atrage mii de turiști în fiecare an datorită clădirilor bine conservate din centrul orașului, din secolele XVIII și XIX . Așezat la poalele dealurilor gemene de Churuquella și Sika Sika, Sucre este poarta de acces la numeroase sate mici, care datează din epoca colonială, cele mai cunoscute fiind Tarabuco, unde are loc în fiecare martie festivalul "Pujllay".

## Orașul celor patru Nume
Sucre este, de asemenea, numit "Orașul celor patru Nume". Fiecare din cunoscutele nume reprezintă o anumită perioadă din istoria orașului:
- Charcas a fost numele indigen pentru locul pe care spaniolii au construit orașul colonial.
- La Plata a fost numele dat orașului hispanic emergent ca o onoare și privilegiu.
- Numele Chuquisaca a fost dat orașului în timpul epocii de independență.
- Sucre onorează pe marele mareșal din Bătălia de la Ayacucho (9 decembrie 1824), Don Antonio José de Sucre.